# Rayuela (juego)

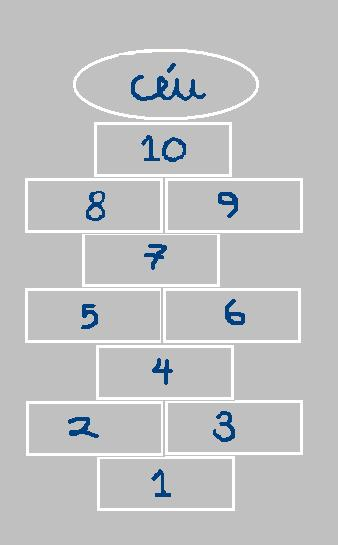
Una de las versiones de la rayuela (en portugués).

La rayuela, también llamada sambori, golosa (en Colombia), cascayu (en asturiano), avioncito (en México), mundo (en el Perú) o infernáculo es un juego tradicional infantil, el cual es propio de toda Europa y fue extendido posteriormente a otros continentes, principalmente a América. También está presente en otras culturas, como en India, África o el Sudeste asiático. Según el país o la región el juego se conoce con distintos nombres.
Este juego ayuda a que los niños desarrollen la coordinación visión-motora, la agilidad, el movimiento y el equilibrio.

## Historia
Se cree que este juego se desarrolló en la Europa renacentista y que la temática está basada en el libro La divina comedia, de Dante Alighieri, obra en la cual el personaje, cuando sale del Purgatorio y quiere alcanzar el Paraíso, tiene que atravesar una serie de nueve mundos hasta lograrlo. El jugador actúa a modo de ficha. Debe saltar de casilla en casilla, a la pata coja, empujando la piedra que se suponía representaba su alma. Partía de la Tierra para conseguir el Cielo (Urano), vigilando no caerse en el pozo o en el Infierno (Plutón) durante su recorrido. En ningún caso la piedra debía pararse sobre una línea, ya que, de la Tierra al Cielo, no hay fronteras ni zonas de demarcación, ni separaciones, ni descanso también hay casos donde la piedra o el objeto que lances se puede mover con el pie

## Variantes del nombre
- Truque en Alcaracejos, Córdoba  (España)
- Sambori o Unet en Monóvar, Valencia (España)
- Tocaté en Jerez de la Frontera (España)
- Tocadé en San Fernando (España) y en Cádiz (España)
- Pachocle en La Rioja (España)
- Regaña en Córdoba (España)
- Amarelinha en Brasil
- Rayuela en Argentina, Costa Rica, Ecuador, España, Honduras, Nicaragua y Panamá
- Avión, Bebeleche o Mamaleche en México
- Changul, Changulillo, variación de las comunidades del municipio de Río Grande, Zacatecas, México
- El Luche, Tejo, Peña, Pisao, Cajón o Caracol en Chile[6][7]
- Avioncito en México, Perú y Guatemala, y también Mebeleche o Bebientuloche en Venezuela
- Descanso en Paraguay
- Colache o Rayuela en Jaén (España)
- Golosa o Tangara en Colombia
- Peregrina  en Puerto Rico y El Salvador
- Mariola, Reina Mora, Coxcojilla en Chiloé[8]
- Tuncuna en Bolivia
- Mundo en la mayor parte del Perú[3]
- Tejo o Rayuela en Uruguay
- Peregrina  o Avioncito  en El Salvador
- Peregrina o Trúcamelo o Trúcamelo en dos en República Dominicana
- Pisé, La Semana o Avioncito  en Venezuela
- El Pon en Cuba
- Peregrina en  Puerto Rico
- La Xarranca (o Charranca) en Cataluña (España)
- La Muñeca en Calvarrasa de Arriba (Salamanca)
- Cascayu en Asturiano [2]
- Mariola en Galicia (España)[9]

- Pique en Sevilla (España)

## Galería

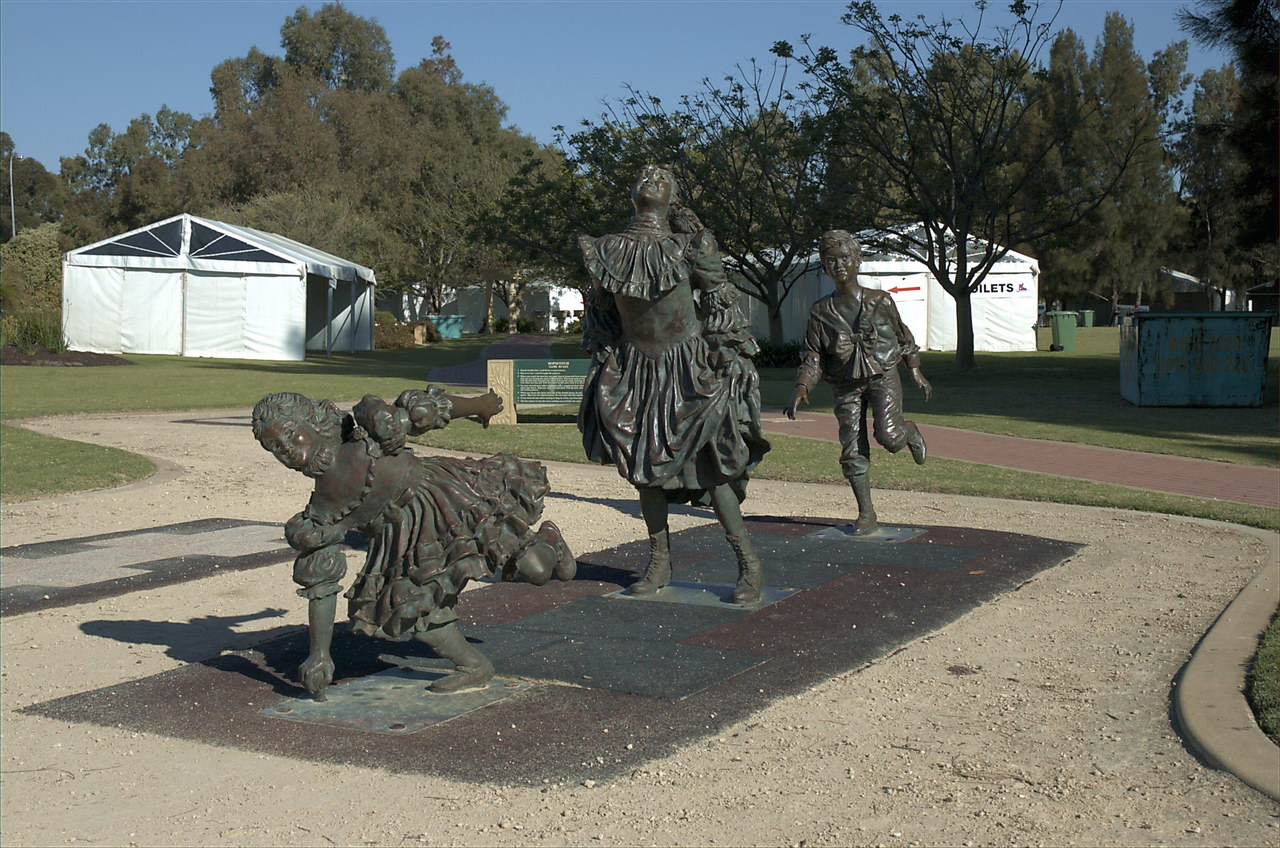
Tres niños jugando a la rayuela (grupo escultórico situado en un  parque de la ciudad de Burswood, un suburbio de Perth, en Australia Occidental, Australia).
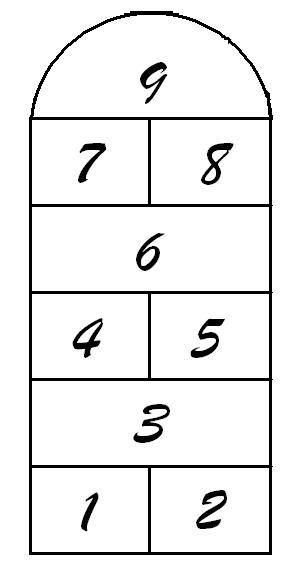
Una de las versiones de la rayuela. En este caso es llamada pon y es característica en Cuba.
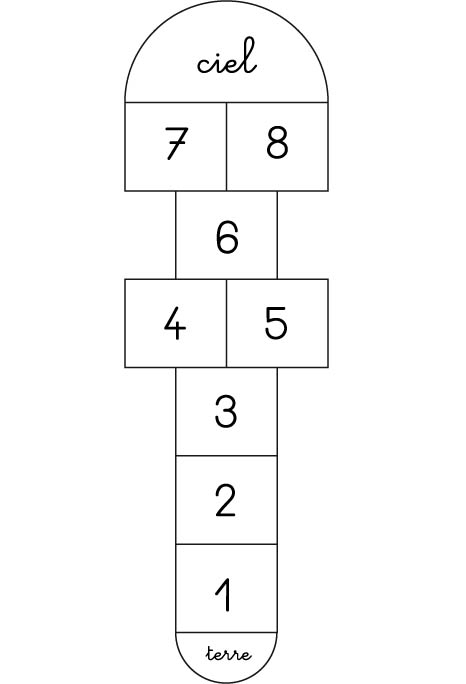
Una de las versiones de la rayuela (Francia).
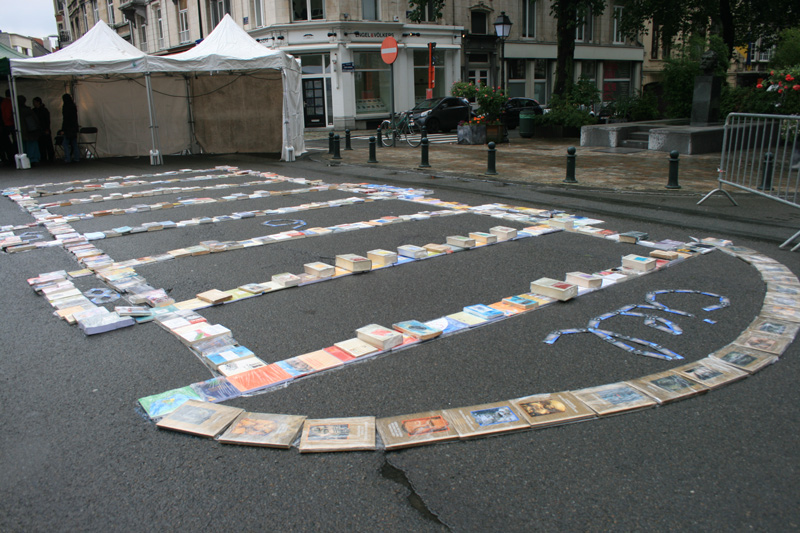
Una rayuela realizada como homenaje al reconocido autor Julio Cortázar en Francia.